# OSI-model
Het OSI-model is een door ISO gestandaardiseerd referentiemodel voor datacommunicatiestandaarden, ter bevordering van de interoperabiliteit tussen heterogene netwerktopologieën.
Het acronym OSI staat voor: Open Systems Interconnection.  

## Inleiding
Het OSI-model heeft zeven relevatiestadia (zowel fysiek als logisch). De bovenste laag (laag "7") van het model wordt de toepassingslaag genoemd. Het OSI-model definieert de toepassingslaag als de laag die de ontvangen informatie aanbiedt aan de gebruikersapplicatie. De onderste laag van het model (laag "1") wordt de fysieke laag genoemd. Op dat niveau is slechts nog sprake van een (foto-)elektrisch signaal dat geschikt is voor transport over een IT-infrastructuur. Onderweg van laag 7 naar laag 1 worden de oorspronkelijke gegevens keer op keer opnieuw  ingekapseld door, bij elke overgang tussen lagen, steeds nieuwe data toe te voegen. Deze datatoevoegingen zijn noodzakelijk voor drie hoofdzaken: de route over de infrastructuur, volgordelijkheid, en foutcorrectie.
Er bevinden zich binnen het OSI-model geen lagen uitsluitend voor beveiliging van de uitgewisselde gegevens, bijvoorbeeld door middel van versleuteling, omdat beveiliging niet de essentie van het model is. Het staat fabrikanten van netwerkoplossingen vrij om op elke laag beveiligingsalgoritmen toe te voegen, maar de beschrijving van dergelijke algoritmen bevindt zich altijd buiten het OSI-model.
Het OSI-model heeft enigszins zijn betekenis verloren, doordat de datacommunicatiewereld de facto gestandaardiseerd is geraakt op Ethernet als netwerktopologie en TCP/IP als communicatieprotocol. Rond 1980 waren er beduidend meer netwerktopologieën en communicatieprotocollen in gebruik, doordat deze zaken toen nog afhankelijk waren van de fabrikant van de apparatuur die werd gebruikt om de betreffende netwerkoplossing te realiseren. Juist vanwege deze diversiteit was er destijds veel meer behoefte aan interoperabiliteit, en werd het OSI-model ontwikkeld om te kunnen overstappen tussen netwerktopologieën en -protocollen met behoud van route-informatie en van 'afleverzekerheden'.

## Betekenis en functie van de afzonderlijke lagen
| OSI-model    |                                |                                         |                                         | |
|              | Data-eenheid                   | Laag                                    | Laag                                    | Functie |
| Host layers  | Data                           | 7. Application layer (Toepassingslaag)  | 7. Application layer (Toepassingslaag)  | Protocollen voor directe uitwisseling met de applicatie.                                                                                |
| Host layers  | Data                           | 6. Presentation layer (Presentatielaag) | 6. Presentation layer (Presentatielaag) | Formatteert en structureert data t.b.v. applicatie-interpretatie.                                                                       |
| Host layers  | Data                           | 5. Session layer (Sessielaag)           | 5. Session layer (Sessielaag)           | Start, onderhoudt en beëindigt sessies tussen applicaties.                                                                              |
| Host layers  | Segment (TCP) / Datagram (UDP) | 4. Transport layer (Transportlaag)      | 4. Transport layer (Transportlaag)      | Segmentatie, volgordelijkheid van de data-segmenten en foutcorrectie.                                                                   |
| Media layers | Packet                         | 3. Network layer (Netwerklaag)          | 3. Network layer (Netwerklaag)          | Logische adressering, route-informatie,                                                                                                 |
| Media layers | Frame                          | 2. Data link layer (Datalinklaag)       | LLC ('Logical Link Control')            | Protocol multiplexing (Sublaag: LLC), mediumtoegang ('Token Passing' /CSMA/CD), fysieke adressering (Sublaag: MAC) en foutdetectie.     |
| Media layers | Frame                          | 2. Data link layer (Datalinklaag)       | MAC ('Media Access Control')            | Protocol multiplexing (Sublaag: LLC), mediumtoegang ('Token Passing' /CSMA/CD), fysieke adressering (Sublaag: MAC) en foutdetectie.     |
| Media layers | Baud / symbolen                | 1. Physical layer (Fysieke laag)        | 1. Physical layer (Fysieke laag)        | Binaire transmissie, elektrische, elektromagnetische of optische specificaties van het signaal en fysieke specificaties van het medium. |

## Geschiedenis

### Opkomst
Over een tijdspanne van 10 jaar, zo grofweg tussen 1975 - 1985 was er sprake van een enorme groei van datanetwerken. IT-infrastructuur was immers een noodzakelijk fundament geworden onder de snel groeiende ICT-systemen, waarmee de bedrijfseffectiviteit sterk kon worden opgevoerd. Aanvankelijk werden computernetwerken als totaaloplossing geleverd en bestond er geen uitwisselbaarheid tussen de vele netwerktypen. Het koppelen van heterogene netwerken was lastig, zo niet onmogelijk. Dit was een tijd van zeer uiteenlopende netwerktypen als: TTY, Baseband, Broadband, ARCNET, Token Ring en (het uiteindelijk zeer succesvol gebleken) Ethernet.
In een poging de interoperabiliteitproblemen het hoofd te bieden, werd het OSI-comité opgericht. De geschiedenis rond de ontwikkeling van het OSI-model is echter geen wijdverbreid verhaal. Veel van het ontwerpwerk is feitelijk gedaan door Honeywell Information Systems, met Charles Bachman als voornaamste technische man. Ondanks dat de focus in eerste instantie lag op het ontwerp van gedistribueerde databanken, begon de groep zich rond 1975 te realiseren dat eerst een gestandaardiseerde communicatie-architectuur nodig was. De groep bestudeerde daarop een aantal bestaande architecturen waaronder de System Network Architecture (SNA) van IBM en veel van het werk op het gebied van datacommunicatie in opdracht van ARPANET.
Dit resulteerde in een zeven lagen tellende indeling, waarvoor tijdelijk de interne werknaam "Distributed Systems Architecture" (DSA) werd gebruikt. Ondertussen in 1977 brengt de British Standards Institution bij ISO de noodzaak onder de aandacht voor de definitie van een norm voor communicatie-infrastructuur voor gedistribueerde dataverwerking. Dit verzoek resulteerde in de formatie van het OSI-subcomité (Technical Committee 97, Subcommittee 16). Het Amerikaans Nationaal Standaardisatie-Instituut (ANSI) werd belast met de ontwikkeling van een reeks van voorstellen die als basis konden dienen bij de eerste formele vergadering van het OSI-subcomité.
Bachman en collega Canepa van Honeywell Information Systems participeerden in de vroege ANSI-vergaderingen en presenteerden daar het zeven-lagenmodel. Dit model werd als enige geselecteerd om in te dienen bij het OSI-subcomité. Op de ISO-vergadering van maart 1978 in Washington presenteerde het Honeywell-team haar oplossing. Men vond dat de voorgestelde lagenarchitectuur voorlopig het hoofd kon bieden aan de meeste vereisten rond de gewenste interoperabiliteit tussen de toenmalige heterogene communicatiesystemen. Consensus werd bereikt in de overtuiging dat het model voldoende mogelijkheden bood om verder uit te breiden als dat nodig mocht zijn.
Een voorlopige versie van het model werd gepubliceerd in maart 1978. De daarop volgende versie (die op enkele punten iets verder was uitgewerkt) werd gepubliceerd in juni 1979 en later formeel gestandaardiseerd. Tegenwoordig is het een standaard van de ITU-T onder de benaming 'Recommendation X.200 (07/94)'.

## Latere uitbreidingen
Rond 1998 werd de datalinklaag ("laag 2") opgesplitst in de sublagen LLC (Logical Link Control) en MAC (Media Access Control).

### Sublaag LLC
De bovenste sublaag van de datalinklaag is de LLC-laag, gedefinieerd als IEEE 802.2. Hier worden simultaan heterogene protocollen behandeld volgens de zogenaamde multiplexing-techniek, zoals IEEE 802.3 (ethernet),  IEEE 802.5 (Token Ring) en IEEE 802.11 (wifi). De LLC-sublaag verzorgt de eindpuntadressering op het niveau van de device driver binnen  de datalinklaag.

### Sublaag MAC
De onderste sublaag van de datalinklaag is de MAC-laag. Hier wordt vastgesteld wanneer toegang tot het transportmedium verkregen kan worden (binnen het oude Ethernet over coaxkabel heette dat mechanisme: CSMA/CD. Maar tegenwoordig, met de moderne ethernetswitches als centraal knooppunt, zit deze informatie in de dataframestructuur als MAC-adres.